# Wystupowyczi (przystanek kolejowy)
Wystupowyczi (ukr. Виступовичі) – przystanek kolejowy w pobliżu miejscowości Wystupowyczi, w rejonie korosteńskim, w obwodzie żytomierskim, na Ukrainie. Położony jest na linii Kalinkowicze – Szepetówka, będąc pierwszym punktem zatrzymywania się pociągów na tej linii, leżącym na Ukrainie.